# Eörs Szathmáry
Eörs Szathmáry (* 18. Dezember 1959 in Budapest) ist ein ungarischer Biochemiker. Er ist Professor für Biologie mit Schwerpunkt in der Theoretischen Biologie und Leiter der Abteilung „Pflanzen Taxonomie und Ökologie“ an der Eötvös-Loránd-Universität, Budapest. Zusammen mit John Maynard Smith ist er Mitautor von The Major Transitions in Evolution.

## Leben
Nach seinem Studienabschluss 1984 an der Budapester Eötvös-Loránd-Universität folgten Studienaufenthalte Ende der 1980er Jahre in England, wo er mit John Maynard Smith zusammenarbeitete. Weitere Stationen seiner Laufbahn waren das National Institute for Medical Research in London, das Zürcher Zoologische Institut und das Collège de France. Er ist heute Professor für Biologie an der Eötvös-Loránd-Universität in Budapest sowie Permanent Fellow am Collegium Budapest / Institute for Advanced Study.

## Forschungsgebiete
- Theoretische Evolutionsbiologie, mathematische Beschreibung der Evolution, allgemeine Prinzipien der Evolution
- genetischer Code, optimale Größe des genetischen Alphabets, Evolution und Klassifikation von Replikatoren
- Zellentstehung
- Entstehen von Tiergesellschaften
- Entstehung der menschlichen Sprache
- Astrobiologie

## Mitgliedschaften und Auszeichnungen
- 1996: New Europe Prize von „Some Institutes for Advanced Study“ (SIAS)
- 1996–2002: Präsident der „International Organisation for Systematic and Evolutionary Biology“ (IOSEB)
- 1999: Akademie-Preis der Ungarischen Akademie der Wissenschaften
- Mitglied des Scientific Advisory Board am „Konrad Lorenz Institute for Evolution and Cognition Research“,  Altenberg, Österreich
- Mitglied des Advisory Board der „Society in Science: The Branco Weiss Fellowship“, ETH Zürich
- 2001: Mitglied der Academia Europaea
- 2017: Széchenyi-Preis[2]
- 2020: Mitglied der European Molecular Biology Organization

## Werke
- mit John Maynard Smith: The Major Transitions in Evolution. Oxford University Press, New York 1995, ISBN 0-19-850294-X.
- mit John Maynard Smith: Evolution: Prozesse, Mechanismen, Modelle. Spektrum, 1996, ISBN 3-8274-0022-8.
- mit John Maynard Smith: The Origins of Life: From the Birth of Life to the Origin of Language. Oxford University Press, Oxford 2000, ISBN 0-19-286209-X.

- Beiträge in Zeitschriften Journal of Theoretical Biology, Journal of Evolutionary Biology, Origins of Life and Evolution of the Biosphere, Evolutionary Ecology and Evolution of Communication, Nature, Science, Proceedings of the National Academy of Sciences of the USA und Journal of Theoretical Biology